# Roger Garaudy
Roger Garaudy (n. 17 iulie 1913, Marsilia, Franța – d. 13 iunie 2012, Chennevières-sur-Marne, Île-de-France, Franța) a fost un gânditor, filosof și scriitor francez. Este foarte cunoscut pentru scrierile sale controversate despre Israel, dar și pentru procesul în care a fost acuzat de negarea Holocaustului.

## Biografie
Roger Garaudy s-a născut în 17 iulie 1913 într-o familie catolică din Marsilia. Părinții săi erau oameni simpli din clasa muncitoare. Preocupat de socialism și de ideile marxiste, Garaudy aderă în anul 1933, la vârsta de 20 de ani, la Partidul Comunist Francez. În 1936 se înscrie la Facultatea de filosofie.
El a luptat în cel de-al Doilea Război Mondial, fiind luat prizonier în 1941 de către soldații Regimului de la Vichy și închis până în 1943. După eliberare, s-a alăturat Rezistenței franceze, lucrând pentru radioul și ziarul Liberté. În timpul războiului, Garaudy a fost distins cu medalia Croix de Guerre. În 1945 a intrat în comitetul executiv al Partidului Comunist Francez, fiind considerat un membru de vază.
În ciuda apartenenței la Partidul Comunist, Garaudy a rămas un creștin convins. După o scurtă perioadă în care a practicat protestantismul, Garaudy s-a întors la catolicism, grație prieteniei cu Abatele Pierre (1912-2007), o figură charismatică a Rezistenței franceze și unul dintre cei mai respectați clerici din Franța. Chiar și mai târziu, după ce Garaudy s-a convertit la islam, acesta a rămas bun prieten cu Abatele Pierre care i-a luat apărarea în procesul privind negarea Holocaustului.
În anul 1953, Garaudy obține doctoratul în filosofie la Sorbona cu o teză despre teoria cunoașterii și materialism, intitulată La théorie matérialiste de la connaissance. La un an, prezintă o nouă teză despre problema libertății în ideologia marxistă, susținută în cadrul Institutului de Filosofie al Academiei de Științe Ruse. Între anii 1962-1965 a activat ca lector la Universitatea din Clermont-Ferrand, dar a părăsit acest post în urma unor neînțelegeri cu Michel Foucault. Garaudy a fost un critic al ideilor lui Jean-Paul Sartre. De asemenea, în perioada 1946-1958, Garaudy a fost deputat în Adunarea Națională a Franței din partea Partidului Comunist.
Între anii 1969-1972, Garaudy a activat ca lector la Universitatea din Poitiers. În anul 1970 a fost exclus din Partidul Comunist Francez pentru că a criticat intervenția armată a Uniunii Sovietice din 1968 din Cehoslovacia (Primăvara de la Praga).
În jurul anului 1980, Roger Garaudy a citit Cărticica Verde a lui Muammar Gaddafi, devenind interesat de socialismul din Libia, dar și de islam. În cele din urmă, s-a convertit la islam în anul 1982 când s-a căsătorit și cu o femeie de origine palestiniană, devenind totodată un susținător al cauzei palestinene. În același an, Garaudy și-a exprimat poziția critică la adresa Israelului și a sionismului în contextul invaziei din Liban. Atunci a intrat pentru prima dată în conflict cu reprezentanții Ligii Internaționale împotriva rasismului și antisemitismului și a fost dat în judecată, dar tribunalul l-a găsit nevinovat. Din acea perioadă Garaudy s-a remarcat printr-o serie de scrieri favorabile islamului și înțelegerii acestuia de către creștini.
În anul 1986, Garaudy a fost premiat în Arabia Saudită alături de celebrul predicator Ahmed Deedat pentru servicii aduse islamului.
În anul 1996, Garaudy a publicat lucrarea Les Mythes fondateurs de la politique israélienne (Miturile fondatoare ale politicii israeliene). În cadrul acesteia, Garaudy a vorbit despre mitul Holocaustului pe care se fundamentează politicile actuale pe plan extern ale statului Israel. De asemenea, a indicat faptul că cifra de 6 milioane pentru victimele Holocaustului este o exagerare și că sionismul este o ideologie ce se fundamentează pe rasism, la fel ca nazismul. Din această cauză, lucrarea a stârnit mari controverse în Franța. După doi ani de scandal mediatic, în 1998, Garaudy a fost acuzat de către reprezentanții Ligii Internaționale împotriva rasismului și antisemitismului de negaționism și de simpatii naziste, dat în judecată și obligat să se prezinte în fața instanței. A fost condamnat la închisoare cu suspendare și somat să plătească suma de 240.000 de franci. După aflarea sentinței, Garaudy a încercat să facă apel la Curtea Europeană a Drepturilor Omului, fără succes. După mediatizarea cazului în presa de la acel moment au apărut și primele reacții din afara Franței. În Iran, a fost înaintată o petiție semnată de 160 de parlamentari și 600 de jurnaliști pentru susținerea lui Garaudy. Mai mult de atât, acesta a fost invitat la Teheran unde s-a întâlnit cu Ayatollahul Ali Khamenei în aprilie 1998. În același an a publicat cartea Le Procès du sionisme israélien (Procesul sionismului israelian), ca răspuns la acuzațiile aduse, unde relua o parte din tezele enunțate în 1996. Printre susținătorii săi din Franța cei mai importanți au fost charismaticul Abbé Pierre, Michel Lelong, alt renumit preot catolic și George Pișcoci-Dănescu, disident român anticomunist, fondator al Librăriei Românești din Paris. 
Roger Garaudy a murit în data de 13 iunie 2012 la Chennevières-sur-Marne.

## Cărți traduse în limba română
1. Renașterea Culturii Franceze (trad.1946)
2. Libertatea (trad.1958)
3. Umanismul Marxist (trad.1959)
4. Karl Marx (trad.1967)
5. Despre un realism nețărmuit (trad.1968)
6. Marxismul secolului XX (trad.1969)
7. Miturile fondatoare ale politicii israeliene (trad.1998)
8. Procesul sionismului israelian (trad.1998)
9. Statele Unite, avangarda decadenței. Teologia hegemoniei americane: monoteismul de piață (trad.1998)
10. Afacerea Israel. Istoria politicii expansioniste a statului Israel (trad.2001)